# Sinaechinocyamus
Sinaechinocyamus is een geslacht van zee-egels uit de familie Taiwanasteridae.

## Soorten
- Sinaechinocyamus mai (Wang, 1984)
- Sinaechinocyamus planus Liao, 1979